# 雅罗斯拉夫·伊尔科夫斯基
雅罗斯拉夫·伊尔科夫斯基（捷克語：Jaroslav Jirkovský，1891年3月8日—1966年8月31日），捷克斯洛伐克男子足球、冰球运动员。他曾代表捷克斯洛伐克参加1924年冬季奥林匹克运动会冰球比赛，获得第五名。